# Xaréu-preto
Caranx lugubris, conhecido no Brasil como xaréu-preto ou ferreiro, é uma espécie de peixe bastante comum no Nordeste do Brasil. Mede cerca de 1 metro de comprimento e sua coloração vai de marrom-escuro a preto. Em geral, tem o primeiro espinho da nadadeira dorsal sob a pele.

## Habitat
Costuma ser encontrado entre 24 e 65m de profundidade, podendo chegar até os 350 m. É um peixe de regiões tropicais e sub-tropicais que vive quase que exclusivamente em águas limpas, sobretudo na beira de recifes ou próximos a grandes depressões subaquáticas, ocasionalmente em cardumes. Trata-se de uma espécie circuntropical, podendo ser encontrado em todos os mares tropicais e subtropicais do mundo, especialmente nas águas territoriais do Brasil, México, Estados Unidos, África do Sul, Mar Vermelho, Indonésia, Polinésia Francesa, Austrália e Ilha de Páscoa.

## Características
O  xaréu-preto adulto mede de 38 cm a 100 cm de comprimento - em média, cerca de 70 cm. É dotado de nove espinhos dorsais, 20 a 22 raios (espinhos macios) dorsais, três espinhos anais e 16 a 19 raios anais. O maior peso já registrado de um espécime foi de 17,9 Kg. 

## Curiosidades
Um grupo de TCC na Etec Professor Horácio Algusto da Silveira se nomeou em homanagem a espécie, o grupo se formou com premiações especiais em 2025.